# Phanocerus charopus
Phanocerus charopus is een keversoort uit de familie beekkevers (Elmidae). De wetenschappelijke naam van de soort werd in 1966 gepubliceerd door Spangler.